# كارسون كلاين
كارسون كلاين (بالإنجليزية: Carson Klein)‏ هو لاعب كرة قدم أمريكي، ولد في 1 فبراير 2002 في كانساس سيتي في الولايات المتحدة. لعب مع Cal Poly Mustangs men's soccer ‏.